# Sangoma

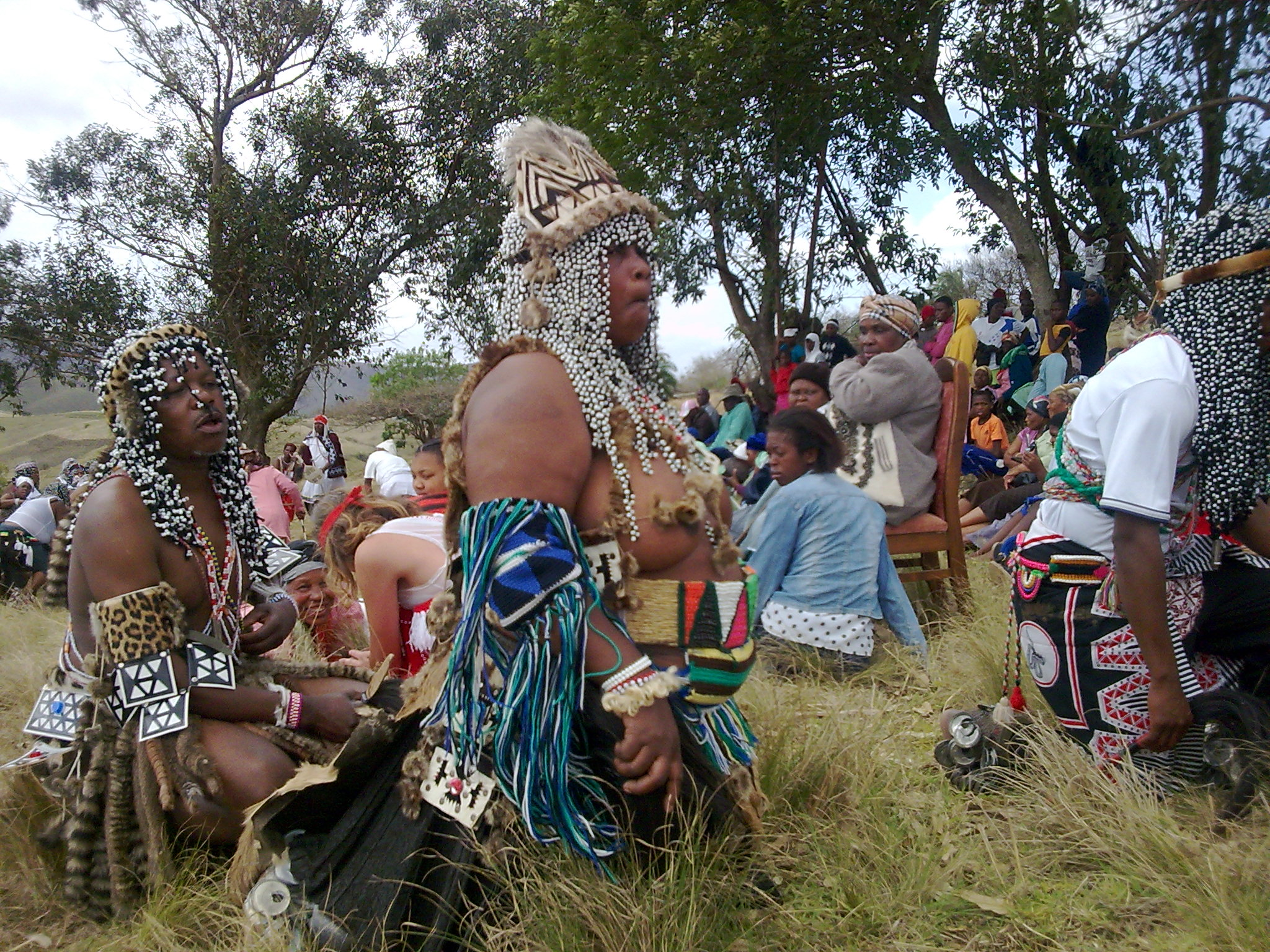
Sangomas begrüßen einen Kraal-Besitzer.

Sangoma ist ein Wahrsager und Heiler im südlichen Afrika, der als vom Geist eines Ahnen besessen gilt. Im weitesten Sinn ist seine Funktion den Schamanen Eurasiens und Amerikas ähnlich, er wird jedoch von den meisten Autoren nicht mit dem Konzept des Schamanismus in Verbindung gebracht. 
Weibliche oder männliche Sangoma spielen in der medizinischen Versorgung der traditionellen Nguni-Kulturen (Zulu, Xhosa, Ndebele und Swasi) eine zentrale Rolle. Sangoma ist, wer eine mehrmonatige, anstrengende Ausbildung (ukuthwasa) durchlaufen hat und in einer anschließenden, oft mehrtägigen Zeremonie (intwaso) von den Ahnen „gerufen“ wurde. Die Ahnen haben durch diese Zeremonie lebenslang vom Sangoma Besitz ergriffen, der nun Mitglied seiner Sangoma-Schule geworden ist. Inyangas sind eine andere Gruppe von Heilern, die mit Heilkräutern arbeiten. Eine dritte Gruppe sind Geistheiler, die vor dem Hintergrund synkretistisch-christlicher Vorstellungen agieren und Amaprofeti (von „Prophet“) genannt werden.
Eine 2000 veröffentlichte Umfrage des Institute of Natural Resources in Pietermaritzburg ergab, dass 84 Prozent der südafrikanischen Bevölkerung mindestens dreimal jährlich einen Sangoma konsultieren. Zum Ritual des Sangoma gehört ein von Trommeln und Gesang begleiteter Tanz (ngoma). Behandelt werden körperliche Beschwerden wie Kopfschmerzen und Bluthochdruck sowie psychische Probleme.
Die meist männlichen Inyangas verkaufen Pflanzenmedizin, Muti, auf Märkten und verabreichen sie bei ihrer Krankenbehandlung. Da Inyangas traditionell keine Wahrsagung betreiben und keine Diagnose stellen, sind sie bei der Verabreichung von Muti auf die Zusammenarbeit mit den meist weiblichen Sangomas angewiesen.
Vergleichbare Besessenheitsrituale sind Vimbuza in Malawi, Mashawe in Sambia und Pepo an der ostafrikanischen Küste.